# Val-d’Orger
Val-d’Orger – gmina we Francji, w regionie Normandia, w departamencie Eure. W 2013 roku liczba ludności wynosiła 996 mieszkańców.
Gmina została utworzona 1 stycznia 2017 roku z połączenia dwóch ówczesnych gmin: Gaillardbois-Cressenville oraz Grainville. Siedzibą gminy została miejscowość Grainville.